# Hadi Saei
Hadi Saei (ur. 10 czerwca 1976 w Rej) – irański zawodnik w taekwondo, dwukrotny mistrz olimpijski, dwukrotny mistrz świata.
Trzykrotnie startował w igrzyskach olimpijskich (2000, 2004, 2008). W 2004 roku w Atenach (kat. do 68 kg) i cztery lata później w Pekinie (kat. do 80 kg) zdobył złoty medal olimpijski, a w 2000 roku w Sydney zdobył brązowy medal.
Zwycięzca igrzysk azjatyckich w 2002 roku i brązowy medalista z 2006 roku oraz mistrz Azji z 2006 roku i wicemistrz z 2002 roku.